# Lepidosira flava
Lepidosira flava är en urinsektsart. Lepidosira flava ingår i släktet Lepidosira och familjen brokhoppstjärtar.

## Underarter
Arten delas in i följande underarter:
- L. f. dorsalis
- L. f. flava